# Christopher Eccleston
Christopher Eccleston (/ˈɛkəlstən/; sinh ngày 16/2/1964) là nam diễn viên người Anh. Anh từng nhận hai đề cử giải BAFTA trong sự nghiệp của mình.